# Кирпич (фильм)
«Кирпи́ч» (англ. Brick) — детективный триллер, режиссёрский дебют Райана Джонсона, снятый в жанре неонуар.

## Сюжет
Действие разворачивается в современной школе в южной Калифорнии. Брэндан Фрай (Джозеф Гордон-Левитт) получает записку от своей бывшей девушки Эмили (Эмили Де Рэйвин) с просьбой прийти в условленное время и место для встречи. Там Брэндан получает звонок в телефонную будку: Эмили истерично пытается что-то ему сказать, сообщая несколько непонятных слов «кирпич», «таг», «фриско», «штырь», но внезапно бросает трубку. Брэндан понимает, что девушка в беде, и с помощью своего приятеля по прозвищу «Башковитый» пытается выяснить, что Эмили хотела ему сказать и что с ней случилось. Через два дня, следуя обнаруженной им в местном школьном театре записке, он приходит к сточной канаве у придорожного туннеля, где находит тело Эмили, и внезапно слышит шаги убегающего человека в темноте туннеля.
Анализируя известные ему факты, Брэндан пытается в одиночку расследовать смерть девушки. В результате он оказывается впутанным в местный преступный сговор.

## В ролях
| Актёр                | Роль                         |
| -------------------- | ---------------------------- |
| Джозеф Гордон-Левитт | Брэндан Фрай                 |
| Нора Зехетнер        | Лора                         |
| Лукас Хаас           | Штырь                        |
| Ноа Флейс            | Таггер                       |
| Мэтт О’Лири          | «Башковитый»                 |
| Эмили Де Рэйвин      | Эмили                        |
| Ноа Сеган            | Дод                          |
| Миган Гуд            | Кара                         |
| Ричард Раундтри      | заместитель директора Труман |
| Брайан Дж. Уайт      | Брэд Бремиш                  |

## Производство
Замысел фильма связан с увлечением Райана Джонсона «крутыми» романами Дэшила Хэммета и вдохновлённым ими фильмом братьев Коэн «Перекрёсток Миллера». Первый набросок сценария относится к 1997 году. Через шесть лет Джонсон приступил к съёмкам на средства, собранные через знакомых и родственников (приблизительно 450—500 тыс. долларов).
Съёмки проходили в Сан-Клементе (родном городе режиссёра) и заняли всего 20 дней. В плане операторской работы создатели ленты вдохновлялись фильмами Р. Поланского «Китайский квартал» и Д. Линча «Твин Пикс». Картина содержит немало оригинальных «примочек» (например, первым делом камера показывает не лицо персонажа, а его обувь) и отсылок к классическим фильмам-нуар (статуэтка наподобие мальтийского сокола в доме Штыря, заключительные слова фильма).
Монтировал фильм Джонсон у себя дома на компьютере, однако в качестве монтажёра его фамилия в титрах не упоминается. Звуковую дорожку сочинил его родственник Нэйтан Джонсон.

## Прокат
В начале 2005 года «Кирпич» был показан на фестивале независимого кино «Сандэнс», где был удостоен приза за оригинальное видение. Дистрибуцией киноленты согласилась заниматься компания Focus Features.
В США фильм вышел 31 марта 2006 года на 45 экранах и собрал более 2 млн долларов; общие сборы картины достигли почти 4 млн долларов. Крайне ограниченный прокат «Кирпича» в США вызвал массовые возмущения киноманов в интернете. Фильм стал культовым среди поклонников киножанра «нуар».
В России фильм был показан на «Фестивале американского кино» в Москве 1 октября 2006 года, а 19 октября был выпущен в ограниченный прокат.

## Критика
Современные старшеклассники, которые изъясняются на жаргоне, почёрпнутом из хэмметовских романов времён Великой депрессии, главный герой, который «косит» под Богарта, многочисленные стилистические ухищрения — всё это способствовало тому, что в рецензиях кинокритиков на фильм часто употребляются слова «трюк» и «фокус». Роджеру Эберту вспомнилась старая пародия на гангстерские фильмы — «Багси Мэлоун». Тем не менее основная масса кинокритиков отметила многообещающий талант режиссёра-дебютанта. Ниже приведены некоторые из отзывов:
- Питер Трэверс (Rolling Stone): «Ребята сталкиваются лбами и изъясняются подобно персонажам „чёрных“ романов сороковых за авторством Хэммета и Чандлера. Это всего лишь трюк, но трюк удачный»[7].
- Стивен Холден (The New York Times): «Есть нечто претенциозное, если не сказать смехотворное, в том, как неоперившиеся юнцы корчат из себя крутых парней и прожжённых красоток — они совершенно неспособны наделить их жизнью»[8].
- Майкл Аткинсон (Village Voice): «На уроки никто не ходит, герои фильма населяют пустынные окраины города, а их родителей практически не видать. Свойственная нуарам циничность переосмыслена как метафора одиночества, неуверенности в себе и самоистребительных импульсов подросткового периода»[9].

## Награды и номинации
- 2005 — Кинофестиваль Сандэнс: Специальный приз жюри и номинация на Большой приз жюри (Райан Джонсон)
- 2006 — Каталонский кинофестиваль в Ситжесе: премия «Гражданин Кейн» за лучшее режиссёрское открытие и номинация на лучший фильм (Райан Джонсон)
- 2006 — две номинации на премию «Независимый дух»: премия имени Джона Кассаветиса (Райан Джонсон, Рэм Бергман, Марк Мэтис) и продюсерская премия (Рэм Бергман)